# Reandi Grey
Reandi Schutte, también conocida como Reandi Gray, es una actriz y modelo sudafricana. Sus actuaciones más destacadas son "Esti Fouche" en la telenovela 7de Laan de SABC2 y de "Elisabeth Price" en la telenovela Legacy.

## Biografía
Schutte nació y se crio en Pretoria, Sudáfrica. En 2011, se graduó con honores en Diseño Gráfico y Comunicación para el Desarrollo de la Universidad de Potchefstroom.

## Carrera profesional
Antes de ingresar a la actuación, trabajó como maquilladora y diseñadora gráfica. En 2008, debutó en el cine con Bakgat! como una estudiante. En 2017, se unió al elenco de la telenovela 7de Laan de SABC2, interpretando a "Esti". También se unió a la segunda temporada de la serie de telerrealidad de M-Net The Wedding Bashers en octubre de 2018. Se retiró de "7de Laan" a mediados de 2020. Ese año, se unió a la telenovela Legacy de M-Net, con su primer protagónico como "Elisabeth Price".

## Filmografía
| Año  | Título   | Rol                | Tipo                | Ref.        |
| ---- | -------- | ------------------ | ------------------- | ----------- |
| 2008 | Bakgat!  | Colegiala          | Película            |             |
| 2017 | 7de Laan | Esti Fouche Welman | Serie de televisión | [ 5 ] [ 4 ] |
| 2020 | Legacy   | Elizabeth Price    | Serie de televisión | [ 9 ]       |

## Vida privada
Está casada con Dewald Gray. Tienen una hija, Heidi, y esperan un segundo hijo en 2022.